# Anchizona
Con il termine anchizona s’identifica una porzione superficiale della crosta terrestre in cui le condizioni esistenti di bassa pressione e di bassa temperatura (T= 100-200°) producono un metamorfismo assai blando nelle rocce interessate. 
Questo tipo di metamorfismo è il primo a prodursi nelle rocce, dopo la loro diagenesi, durante il seppellimento delle rocce sedimentarie che le porta a trovarsi in condizioni di disequilibrio chimico fisico rispetto a quello dell'ambiente di loro sedimentazione.
I fenomeni che si verificano sono principalmente la ricristallizzazione, soprattutto di fillosilicati quali illite o clorite, e la disidratazione dei minerali argillosi.